# Линик, Людмила Ниловна
Людмила Ниловна Линик (2 февраля 1954, Атнашево, Канашский район, Чувашская АССР, РСФСР, СССР) — российский организатор высшего образования, государственный деятель. Ректор Чувашской государственной сельскохозяйственной академии (2013—2015).

## Биография
В 1977 году окончила Чувашский государственный университет им. И. Н. Ульянова, в 1986 году - Всесоюзный юридический заочный институт.
С 1987 по 1995 годы работала на юридическом факультете ЧГУ им. И. Н. Ульянова: ассистентом, старшим преподавателем, доцентом. В 1993 году окончила аспирантуру Московского юридического института.
В 1995 году была избрана на должность заместителя председателя ЦИК Чувашской Республики, с 1998 по 2010 годы являлась председателем Центризбиркома Чувашии.
С 2010 года - профессор кафедры конституционного и муниципального права Чебоксарского кооперативного института.
С декабря 2012 года - и.о. ректора ЧГСХА. В июне 2013 года избрана ректором вуза, занимала должность до 2015 года.
Доктор юридических наук, докторская диссертация на тему «Избирательные системы республик Поволжского региона: развитие и особенности» защищена в 2004 году. Автор более 50 научных и учебно-методических работ, в том числе 7 монографий.
С 2022 года проживает в США.

## Награды
- Медаль ордена «За заслуги перед Отечеством» II степени,
- почетный знак Центральной избирательной комиссии Российской Федерации «За заслуги в организации выборов».
- Заслуженный юрист Российской Федерации
- Заслуженный юрист Чувашской Республики.